# Dijon Talton
Dijon Hendra Talton (Los Ángeles, California; 17 de septiembre de 1989) es un actor y cantante estadounidense, quien también ha aparecido en anuncios de McDonald's, uno de ellos con Tyra Banks. Tuvo un papel recurrente como Matt Rutherford en el programa Glee. Matt también es primo de Meagan y La'Myia Good.
Él creó una productora, The Talton Company, porque quería ver historias de personas negras y morenas que no fueran estereotipos y que fueran más diversas.

## Primeros años
Dijon Hendra Talton nació el 17 de septiembre de 1989 en Los Ángeles, California, hijo de Len y Gina Talton. Ha dicho que su prima mayor Meagan Good es su mejor amiga y que fue como una segunda madre mientras crecía.
En 2016, formó parte del vídeo de la campaña Artistic Alliance for Justice que animaba a la población negra a votar en las elecciones presidenciales de 2016 en Estados Unidos.
Su socio Frank Watson, promotor de clubes de Nueva York, falleció en 2022..

## Filmografía
| Año       | Serie                       | Personaje           | Notas                                                                      |
| --------- | --------------------------- | ------------------- | -------------------------------------------------------------------------- |
| 1998      | L.A. Without a Map          | Niño                | desacreditado, Serie de TV                                                 |
| 2009—2015 | Glee                        | Matt Rutheford      | personaje secundario,(temporada 1), Invitado (temporada 6) Serie de TV FOX |
| 2011      | I Will Follow               | Raven               | personaje principal, película                                              |
| 2012      | Chastity Bites              | Travis              | personaje principal, película                                              |
| 2015      | American Crime Story        | ayudante de sheriff | personaje secundario                                                       |
| 2016      | Queen Sugar                 | Vance Mitchell      | personaje principal                                                        |
| 2018      | A Boy. A Girl. A Dream.     | Naqeeb              | personaje principal, película                                              |
| 2019      | How to Get Away with Murder | Ravi                | invitado 2 episodios, serie de TV ABC                                      |